# Nappe libre
Ne doit pas être confondu avec Nappe alluviale ou Nappe phréatique.

Nappe libre et nappe captive contenues dans un aquifère.

Une nappe libre est une nappe d'eau souterraine dont le niveau supérieur peut varier sans être bloqué par une couche imperméable supérieure. Elle circule sous un sol perméable, elle est généralement peu profonde (1 à 20 mètres) et sa surface est à la pression atmosphérique.
Les nappes libres sont contenues dans des roches poreuses (sable, craie, calcaire) qui peuvent contenir de 50 à 100 litres d’eau par mètre cube.

## Nappes phréatiques
Généralement libres, les nappes phréatiques sont les premières nappes rencontrées lors du creusement d'un puits.

## Nappes perchées
Volume d'eau souterraine, dans une cuvette imperméable, et en tout temps à une cote supérieure à celle de la surface d'un cours d'eau.